# Chantal Simonot
Chantal Simonot (* 22. September 1962 in Besançon) ist eine französische Politikerin der Front national.
2004 wurde Simonot im Wahlkreis Nord-Ouest in das Europäische Parlament gewählt. Nach rund drei Monaten, am 30. September 2004 gab sie ihr Mandat jedoch zurück, ihr Nachfolger war Fernand Le Rachinel. Bis dahin gehörte sie der Kommission für Transport und Tourismus sowie der Delegation für die Beziehungen der Europäischen Union zur koreanischen Halbinsel an. Sie war Mitglied der Fraktion Identität, Tradition, Souveränität, die aber einige Jahre später aufgelöst wurde.